# Вашингтонський консенсус

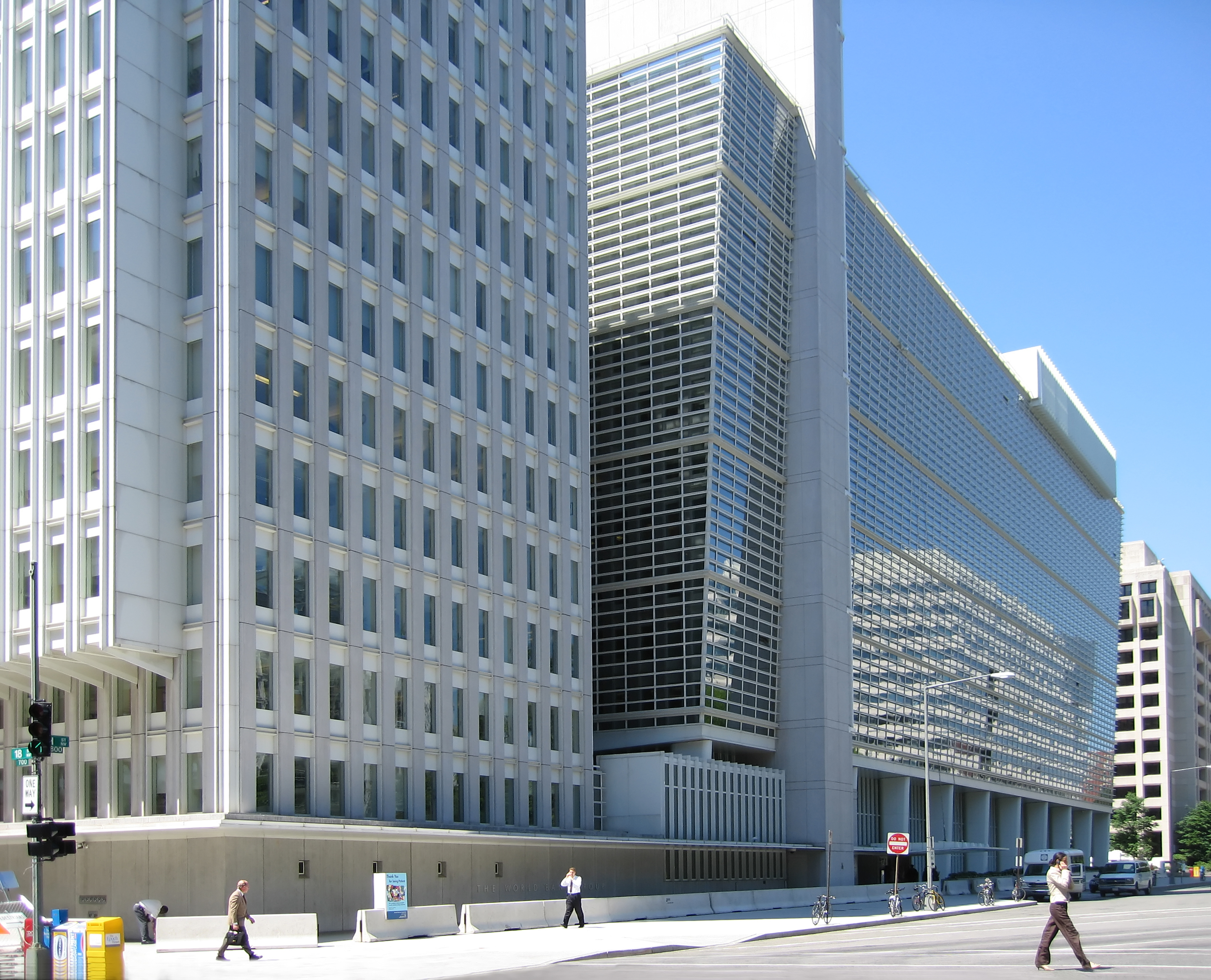
Будівля Світового банку у Вашингтоні

Вашингтонський консенсус — тип макроекономічної політики, який наприкінці XX століття був рекомендований керівництвом МВФ і Світового банку до застосування в країнах, що зазнають фінансової та економічної кризи.

## Історія
Вашингтонський консенсус був сформульований англійським економістом Джоном Вільямсоном в 1989 році як низка правил економічної політики для країн Латинської Америки. Документ мав на меті позначити відхід цих країн від командної моделі економічного розвитку 1960-1970-х років і прийняття ними принципів економічної політики, спільних для більшості розвинених держав. Йшлося про принципи, які, на думку Вільямсона, відображали загальну позицію адміністрації США, головних міжнародних фінансових організацій — МВФ і Світового банку, а також провідних американських аналітичних центрів. Їх штаб-квартири знаходились у Вашингтоні — звідси і термін «Вашингтонський консенсус».

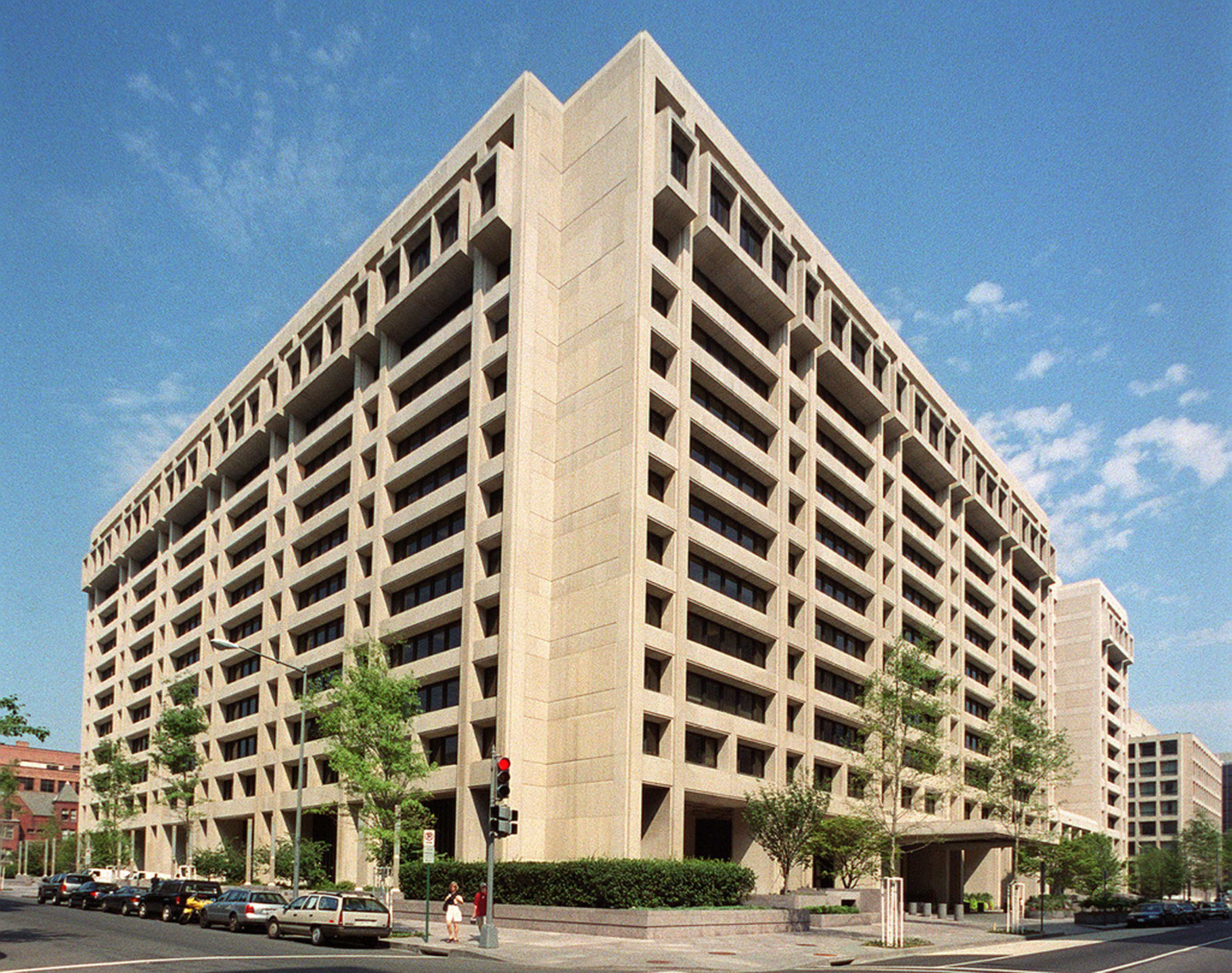
Будівля Міжнародного валютного фонду у Вашингтоні

«Прийшла ера тетчеризму і рейганізму, коли сфера державного втручання в економіку стала скорочуватися, почалася приватизація», — зазначав проф. Ху Аньган.
Особливу роль у його долі зіграли бурхливі події у Східній Європі та на пострадянському просторі, що збіглися за часом з публікацією доповіді Вільямсона. Задачі, що виникали в процесі трансформації планових економік у ринкові, реформаторам і їх вашингтонським консультантам здалися співзвучними з тими, які був покликаний вирішувати Вашингтонський консенсус.
У квітні 2011 р Домінік Стросс-Кан, голова МВФ, виступив із заявою, що «Вашингтонський консенсус» «з його спрощеними економічними поглядами й рецептами звалився під час кризи світової економіки і залишився позаду», а причиною кризи 2008-2009 рр. стало саме виконання правил «Вашингтонського консенсусу».

## Зміст

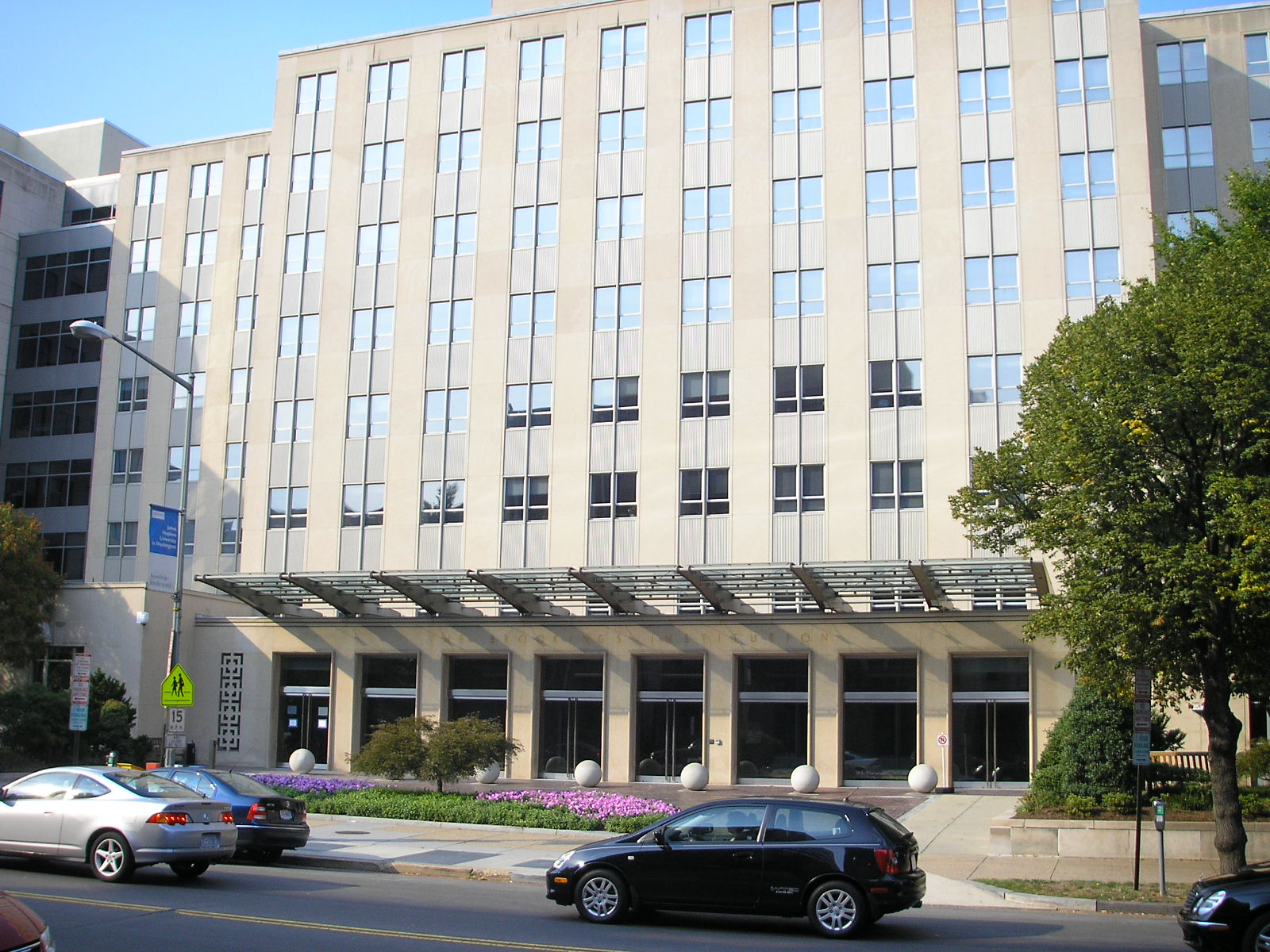
Брукінґський інститут, Вашингтон

«Вашингтонський консенсус» включає набір з 10 рекомендацій:
- Підтримання фіскальної дисципліни (мінімальний дефіцит бюджету);
- Пріоритетність охорони здоров'я, освіти та інфраструктури серед державних витрат;
- Зниження граничних ставок податків;
- Лібералізація фінансових ринків для підтримки реальної ставки по кредитах на невисокому, але все ж позитивному рівні;
- Вільний обмінний курс національної валюти;
- Лібералізація зовнішньої торгівлі (в основному за рахунок зниження ставок імпортних мит);
- Зниження обмежень для прямих іноземних інвестицій;
- Приватизація;
- Дерегулювання економіки;
- Захист прав власності.

У більш широкому сенсі термін «Вашингтонський консенсус» використовується для характеристики ряду заходів (необов'язково з вищевказаного списку), спрямованих на посилення ролі ринкових сил і зниження ролі державного сектора.
Традиційно у Вашингтоні працює багато кваліфікованих економістів, які займаються проблемами реформ. У Вашингтоні розташовані Міжнародний валютний фонд, Світовий банк, Міністерство фінансів США, університети, Центр Карнегі, Центр Вудро Вільсона, Інститут Брукінгс. Дослідники і розробники реформ усього світу зустрічаються у Вашингтоні. 

## Відсутні елементи
Значна кількість економістів і політиків стверджує, що все, що було не так з Вашингтонським консенсусом було пов'язано не стільки з тим, що було включено, як з тим, що упущено. Ця точка зору стверджує, що такі країни, як Бразилія, Чилі, Перу та Уругвай, в основному керуються лівими силами в останні роки. Країни, які досягли макроекономічної стабільності за допомогою фіскальної та грошово-кредитної дисципліни неохоче відмовлялися від матеріальної складової: Лула, останній президент Бразилії (і лідер Трудової партії), заявив, що знищення гіперінфляції було одним з найбільш важливих позитивних внесків останніх років в забезпечення благополуччя бідних країн. Також ці країни практично змінили свою більш відкриту орієнтацію на світову торгівлю та міжнародні інвестиції на користь повернення до політики автаркії, що здійснювалася між 1950 і 1980-х років.
Ці економісти і політики, проте, в переважній більшості згодні, що Вашингтонський консенсус був неповним, і, що країни Латинської Америки та інших регіонів повинні вийти за рамки «першого покоління» макроекономічних і торгових реформ з посиленням уваги до продуктивності — прискорених реформ і прямих програм підтримки бідних. Це включає в себе поліпшення інвестиційного клімату та усунення бюрократичних перепон, зміцнення інститутів (в таких областях, як системи правосуддя), боротьба з бідністю безпосередньо через умовні грошові трансфертні програми, що прийняті Мексикою і Бразилією, поліпшення якості початкової та середньої освіти, підвищення ефективності країн в розробці і запровадженню технологій, і задоволення особливих потреб історично знедолених груп, включаючи корінні народи африканського походження, що проживають по всій Латинській Америці.

## Критика
Заходи «Вашингтонського консенсусу» спрямовані на посилення ролі ринку в економіці і зниження ролі держави. Критики вважають, що «Вашингтонський консенсус» виявився не просто неефективним, а навіть згубним для багатьох країн, де ці принципи намагалися застосовувати. Так, наприклад, у Латинській Америці криза тільки посилилася в 90-і роки минулого століття. Аналогічна програма застосовувалася, наприклад, в Росії після розпаду СРСР, але результати виявилися досить спірними. Згідно з дослідженням Брайна Джонсона і Бретта Шефера з 1965 по 1995 роки МВФ рятував за допомогою «Вашингтонського консенсусу» 89 країн. 
До 2010 року 48 з них залишалися приблизно в такій же економічній і соціальній ситуації, як і до допомоги МВФ, а в 32-х - ситуація погіршилася. Більш того, Джозеф Стігліц називав консенсус причиною фінансової кризи в Азії. «У кожній країні повинна бути своя економічна політика, заснована на урахуванні особливостей країни; не може бути єдиної, універсальної політики для всіх  країн, що реформуються. Раніше, на початку 1990-х, я помилявся, коли говорив, по власному зізнанню, наступне: "Приватизація, приватизація і ще раз приватизація"», - зазначав Стігліц. Багато хто сприймає «Вашингтонський консенсус» як нав'язувану США політику «мінімалістської держави», а самі методи реформ і вимоги МВФ і СБ - важливим інструментом у спробі змінити світову економіку, зробити її більш відкритою.